# Nongstoin
Nongstoin is een dorp in het district West Khasi Hills van de Indiase staat Meghalaya. 
De plaats is de zetel van het rooms-katholieke bisdom Nongstoin. 

## Demografie
Volgens de Indiase volkstelling van 2001 wonen er 22.003 mensen in Nongstoin, waarvan 50% mannelijk en 50% vrouwelijk is. De plaats heeft een alfabetiseringsgraad van 67%. 